# Censo ucraniano de 2001

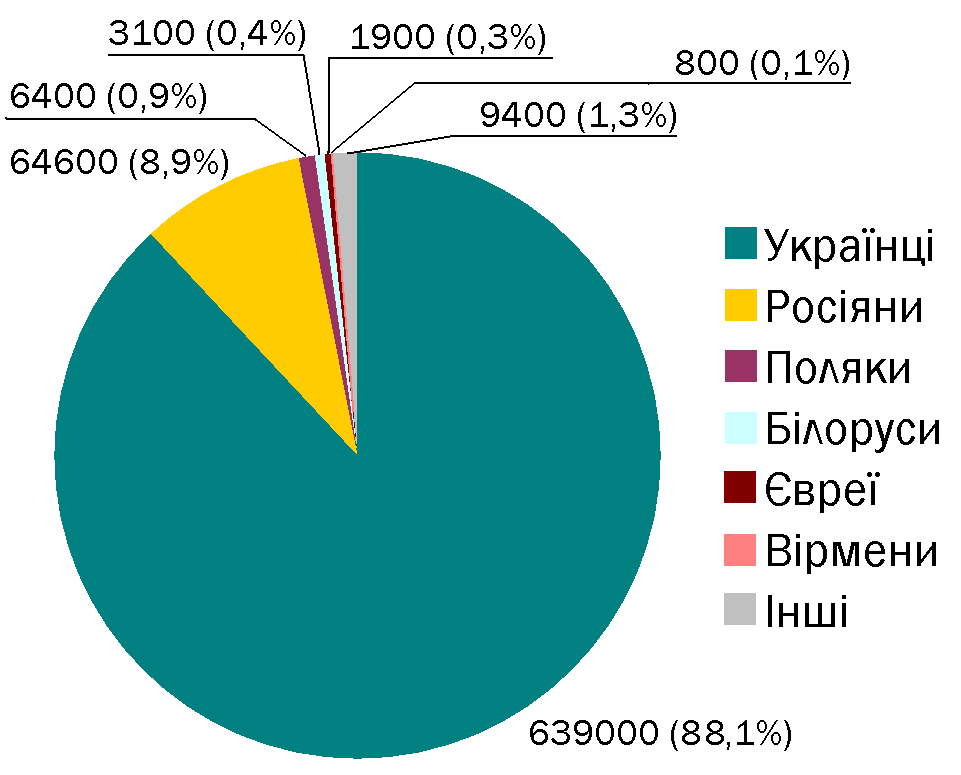
Composición nacional de la población de Lviv.

El primer censo ucraniano fue llevado a cabo por el Comité Estatal de Estadística de Ucrania el 5 de diciembre de 2001, doce años después del último censo de la Unión Soviética en 1989 y hasta ahora era el único censo realizado en Ucrania independiente. La población total registrada fue de 48,457,100 personas, de las cuales la población urbana fue de 32 574 500 (67,2%), rural: 15 882 600 (32,8%), hombres: 22 441 400 (46,3%), mujeres: 26 015 700 (53,7%). La población permanente total registrada fue de 48 241 000 personas.

## Asentamientos
Había 454 ciudades, nueve de ellas con una población de más de 500 000. El censo registró más de 130 nacionalidades . 

## Población actual por regiones
| Región                       | Población, 2001 (miles) | Población, 1989 (miles) | Cambio (por ciento) |
| ---------------------------- | ----------------------- | ----------------------- | ------------------- |
| República Autónoma de Crimea | 2033,7                  | 2063,6                  | 99                  |
| Óblast de Cherkasy           | 1402,9                  | 1531,5                  | 92                  |
| Óblast de Chernígov          | 1245,3                  | 1415,9                  | 88                  |
| Óblast de Chernivtsi         | 922,8                   | 938,0                   | 98                  |
| Óblast de Dnipropetrovsk     | 3567,6                  | 3881,2                  | 92                  |
| Óblast de Donetsk            | 4841,1                  | 5332,4                  | 91 91               |
| Óblast de Ivano-Frankivsk    | 1409,8                  | 1423,5                  | 99                  |
| Óblast de Járkov             | 2914,2                  | 3195,0                  | 91 91               |
| Óblast de Jerson             | 1175,1                  | 1240.0                  | 95                  |
| Óblast de Jmelnitski         | 1430,8                  | 1527,1                  | 94                  |
| Óblast de Kirovohrad         | 1133,1                  | 1239,4                  | 91 91               |
| Óblast de Kiev               | 1827,9                  | 1940.0                  | 94                  |
| Óblast de Lugansk            | 2546,2                  | 2862,7                  | 89                  |
| Óblast de Leópolis           | 2626,5                  | 2747,7                  | 94                  |
| Óblast de Mykolaiv           | 1264,7                  | 1330,6                  | 95                  |
| Óblast de Odesa              | 2469,0                  | 2642,6                  | 93                  |
| Óblast de Poltava            | 1630,1                  | 1753,0                  | 93                  |
| Óblast de Rivne              | 1173,3                  | 1169,7                  | 100                 |
| Óblast de Sumy               | 1299,7                  | 1432,7                  | 91 91               |
| Óblast de Ternópil           | 1142,4                  | 1168,9                  | 98                  |
| Óblast de Vínnitsa           | 1772,4                  | 1932,6                  | 92                  |
| Óblast de Volyn              | 1060,7                  | 1061,2                  | 100                 |
| Óblast de Zakarpatia         | 1258,3                  | 1252,3                  | 100                 |
| Óblast de Zaporizhia         | 1929,2                  | 2081.8                  | 93                  |
| Óblast de Zhitomir           | 1389,5                  | 1545,4                  | 90                  |
| Kiev (ciudad)                | 2611.3                  | 2602,8                  | 100                 |
| Sebastopol (ciudad)          | 379,5                   | 395,0                   | 96                  |

## Población urbana y rural por regiones
| Region                       | Urban Population (miles) | Rural Population (miles) | Urban Population (por ciento) | Rural Population (por ciento) |
| ---------------------------- | ------------------------ | ------------------------ | ----------------------------- | ----------------------------- |
| República Autónoma de Crimea | 1274.3                   | 759.4                    | 63                            | 37                            |
| Óblast de Cherkasy           | 753.6                    | 649.3                    | 54                            | 46                            |
| Óblast de Chernígov          | 727.2                    | 518.1                    | 58                            | 42                            |
| Óblast de Chernivtsi         | 373.5                    | 549.3                    | 40                            | 60                            |
| Óblast de Dnipropetrovsk     | 2960.3                   | 607.3                    | 83                            | 17                            |
| Óblast de Donetsk            | 4363.6                   | 477.5                    | 90                            | 10                            |
| Óblast de Ivano-Frankivsk    | 593.0                    | 816.8                    | 42                            | 58                            |
| Óblast de Járkov             | 2288.7                   | 625.5                    | 79                            | 21                            |
| Óblast de Jerson             | 706.2                    | 468.9                    | 60                            | 40                            |
| Óblast de Jmelnitski         | 729.6                    | 701.2                    | 51                            | 49                            |
| Óblast de Kirovohrad         | 682.0                    | 451.1                    | 60                            | 40                            |
| Óblast de Kiev               | 1053.5                   | 774.4                    | 58                            | 42                            |
| Óblast de Lugansk            | 2190.8                   | 355.4                    | 86                            | 14                            |
| Óblast de Leópolis           | 1558.7                   | 1067.8                   | 59                            | 41                            |
| Óblast de Mykolaiv           | 838.8                    | 425.9                    | 66                            | 34                            |
| Óblast de Odesa              | 1624.6                   | 844.4                    | 66                            | 34                            |
| Óblast de Poltava            | 956.8                    | 673.3                    | 59                            | 41                            |
| Óblast de Rivne              | 549.7                    | 623.6                    | 47                            | 53                            |
| Óblast de Sumy               | 842.9                    | 456.8                    | 65                            | 35                            |
| Óblast de Ternópil           | 485.6                    | 656.8                    | 43                            | 57                            |
| Óblast de Vínnitsa           | 818.9                    | 953.5                    | 46                            | 54                            |
| Óblast de Volyn              | 533.2                    | 527.5                    | 50                            | 50                            |
| Óblast de Zakarpatia         | 466.0                    | 792.3                    | 37                            | 63                            |
| Óblast de Zaporizhia         | 1458.2                   | 471.0                    | 76                            | 24                            |
| Óblast de Zhitomir           | 775.4                    | 614.1                    | 56                            | 44                            |
| Kiev (ciudad)                | 2611.3                   | -                        | 100                           | -                             |
| Sebastopol (ciudad)          | 358.1                    | 21.4                     | 94                            | 6                             |

## Estructura de género por regiones
| Región                       | Masculino (miles) | Femenino (miles) | Masculino (miles) | Femenino (miles) |
| ---------------------------- | ----------------- | ---------------- | ----------------- | ---------------- |
| República Autónoma de Crimea | 937.6             | 1096.1           | 46                | 54               |
| Óblast de Cherkasy           | 638.8             | 764.2            | 46                | 54               |
| Óblast de Chernígov          | 565.5             | 679.7            | 45                | 55               |
| Óblast de Chernivtsi         | 432.1             | 490.7            | 47                | 53               |
| Óblast de Dnipropetrovsk     | 1643.3            | 1924.3           | 46                | 54               |
| Óblast de Donetsk            | 2219.9            | 2621.2           | 46                | 54               |
| Óblast de Ivano-Frankivsk    | 665.2             | 744.5            | 47                | 53               |
| Óblast de Járkov             | 1339.5            | 1574.7           | 46                | 54               |
| Óblast de Jerson             | 548.5             | 626.6            | 47                | 53               |
| Óblast de Jmelnitski         | 659.9             | 770.8            | 46                | 54               |
| Óblast de Kirovohrad         | 520.8             | 612.2            | 46                | 54               |
| Óblast de Kiev               | 845.9             | 982.0            | 46                | 54               |
| Óblast de Lugansk            | 1169.9            | 1376.3           | 46                | 54               |
| Óblast de Leópolis           | 1245.1            | 1381.4           | 47                | 53               |
| Óblast de Mykolaiv           | 588.2             | 676.6            | 47                | 53               |
| Óblast de Odesa              | 1155.4            | 1313.6           | 47                | 53               |
| Óblast de Poltava            | 747.4             | 882.7            | 46                | 54               |
| Óblast de Rivne              | 555.6             | 617.7            | 47                | 53               |
| Óblast de Sumy               | 593.8             | 705.9            | 46                | 54               |
| Óblast de Ternópil           | 530.2             | 612.3            | 46                | 54               |
| Óblast de Vínnitsa           | 809.6             | 962.8            | 46                | 54               |
| Óblast de Volyn              | 500.1             | 560.6            | 47                | 53               |
| Óblast de Zakarpatia         | 605.5             | 652.8            | 48                | 52               |
| Óblast de Zaporizhia         | 886.6             | 1042.6           | 46                | 54               |
| Óblast de Zhitomir           | 644.8             | 744.7            | 46                | 54               |
| Kiev (ciudad)                | 1218.7            | 1392.7           | 47                | 53               |
| Sebastopol (ciudad)          | 173.5             | 206.0            | 46                | 54               |

## Estructura nacional
| Región             | Población, 2001 (miles) | Población, 2001 (por ciento) | Población, 1989 (por ciento) | Cambio (por ciento) |
| ------------------ | ----------------------- | ---------------------------- | ---------------------------- | ------------------- |
| Ucranianos         | 37541.7                 | 77,8                         | 72,7                         | 100,3               |
| Rusos              | 8334,1                  | 17.3                         | 22,1                         | 73,4                |
| Bielorrusos        | 275,8                   | 0.6                          | 0.9                          | 62,7                |
| Moldavos           | 258,6                   | 0.5 0.5                      | 0.6                          | 79,7                |
| Tártaros de Crimea | 248,2                   | 0.5 0.5                      | 0 0                          | 530,0               |
| Búlgaros           | 204,6                   | 0.4 0.4                      | 0.5 0.5                      | 87,5                |
| Húngaros           | 156,6                   | 0,3                          | 0.4 0.4                      | 96,0                |
| Rumanos            | 151,0                   | 0,3                          | 0,3                          | 112,0               |
| Polacos            | 144,1                   | 0,3                          | 0.4 0.4                      | 65,8                |
| Judíos             | 103,6                   | 0.2 0.2                      | 0.9                          | 21,3                |
| Armenios           | 99,9                    | 0.2 0.2                      | 0.1                          | 180,0               |
| Griegos            | 91,5                    | 0.2 0.2                      | 0.2 0.2                      | 92,9                |
| Tártaros           | 73,3                    | 0.2 0.2                      | 0.2 0.2                      | 84,4                |
| Gitanos            | 47,6                    | 0.1                          | 0.1                          | 99,3                |
| Azerbaiyanos       | 45,2                    | 0.1                          | 0 0                          | 122,2               |
| Georgianos         | 34,2                    | 0.1                          | 0 0                          | 145,3               |
| Alemanes           | 33,3                    | 0.1                          | 0.1                          | 88,0                |
| Gagaúzos           | 31,9                    | 0.1                          | 0.1                          | 99,9                |
| Otros              | 177,1                   | 0.4                          | 0.4                          | 83,9                |

### Estructura nacional por regiones
Nota: se enumeran aquellas nacionalidades que comprenden más del 0.25% de la población regional. Los números se dan en miles. 
- República autónoma de Crimea - 2,024.0 (100%)
  - Rusos - 1,180.4 (58,3%)
  - Ucranianos - 492.2 (24,3%)
  - Tártaros de Crimea - 243.4 (12,0%)
  - Bielorrrusos - 29.2 (1,4%)
  - Tártaros - 11.0 (0,5%)
  - Armenios - (0,4%)
- Óblast de Cherkasy - 1,398.3 (100%)
  - Ucranianos - 1,301.2 (93,1%)
  - Rusos - 75.6 (5,4%)
  - Bielorrusos - 3.9 (0,3%)
- Óblast de Cherníhiv - 1,236.1 (100%)
  - Ucranianos - 1,155.4 (93,5%)
  - Rusos - 62.2 (5,0%)
  - Bielorrusos - 7.1 (0,6%)
- Óblast de Cherivtsí - 919.0 (100%)
  - Ucranianos - 689.1 (75,0%)
  - Rumanos - 114.6 (12,5%)
  - Moldavos - 67.2 (7,3%)
  - Rusos - 37.9 (4,1%)
  - Polacos - 3.3 (0,4%)
- Óblast de Dnipropetrovsk - 3,561.2 (100%)
  - Ucranianos - 2,825.8 (79,3%)
  - Rusos - 627.5 (17,6%)
  - Bielorrusos - 29.5 (0,8%)
  - Judíos - 13.7 (0,4%)
  - Armenios - 10.6 (0,3%)
- Óblast de Donetsk - 4,825.6 (100%)
  - Ucranianos - 2,744.1 (56,9%)
  - Rusos - 1,844.4 (38,2%)
  - Greeks - 77.5 (1,6%)
  - Bielorrusos - 44.5 (0,9%)
  - Tártaros - 19.1 (0,4%)
  - Armenios - 15.7 (0,3%)
- Óblast de Ivano-Frankivsk - 1,406.1 (100%)
  - Ucranianos - 1,371.2 (97,5%)
  - Rusos - 24.9 (1,8%)
- Óblast de Járkov - 2,895.8 (100%)
  - Ucranianos - 2,048.7 (70,7%)
  - Rusos - 742.0 (25,6%)
  - Bielorrusos - 14.7 (0,5%)
  - Judíos - 11.5 (0,4%)
  - Armenios - 11.1 (0,4%)
- Óblast de Jersón - 1,172.7 (100%)
  - Ucranianos - 961.6 (82,0%)
  - Rusos - 165.2 (14,1%)
  - Bielorrusos - 8.1 (0,7%)
  - Tártaros - 5.3 (0,5%)
  - Armenios - 4.5 (0,4%)
  - Moldavos - 4.1 (0,4%)
- Óblast de Jmelnitski - 1,426.6 (100%)
  - Ucranianos - 1,339.3 (93,9%)
  - Rusos - 50.7 (3,6%)
  - Polacos - 23.0 (1,6%)
- Óblast de Kirovogrado - 1,125.7 (100%)
  - Ucranianos - 1,014.6 (90,1%)
  - Rusos - 83.9 (7,5%)
  - Moldavos - 8.2 (0,7%)
  - Bielorrusos - 5.5 (0,5%)
  - Armenios - 2.9 (0,3%)
- Óblast de Kiev - 1,821.1 (100%)
  - Ucranianos - 1,684.8 (92,5%)
  - Rusos - 109.3 (6,0%)
  - Bielorrusos - 8.6 (0,5%)
- Óblast de Lugansk - 2,540.2 (100%)
  - Ucranianos - 1,472.4 (58,0%)
  - Rusos - 991.8 (39,0%)
  - Bielorrusos - 20.5 (0,8%)
  - Tártaros - 8.5 (0,3%)
  - Armenios - 6.5 (0,3%)
- Óblast de Leópolis - 2,606.0 (100%)
  - Ucranianos - 2,471.0 (94,8%)
  - Rusos - 92.6 (3,6%)
  - Polacos - 18.9 (0,7%)
- Óblast de Mykolaiv - 1,262.9 (100%)
  - Ucranianos - 1,034.5 (81,9%)
  - Rusos - 177.5 (14,1%)
  - Moldavos - 13.1 (1,0%)
  - Bielorrusos - 8.3 (0,7%)
  - Búlgaros - 5.6 (0,4%)
  - Armenios - 4.2 (0,3%)
  - Judíos - 3.2 (0,3%)
- Óblast de Odesa - 2,455.7 (100%)
  - Ucranianos - 1,542.3 (62,8%)
  - Rusos - 508.5 (20,7%)
  - Búlgaros - 150.6 (6,1%)
  - Moldavos - 123.7 (5,0%)
  - Gagaúzos - 27.6 (1,1%)
  - Judíos - 13.3 (0,5%)
  - Bielorrusos - 12.7 (0,5%)
  - Armenios - 7.4 (0,3%)
- Óblast de Poltava - 1,621.2 (100%)
  - Ucranianos - 1,481.1 (91,4%)
  - Rusos - 117.1 (7,2%)
  - Bielorrusos - 6.3 (0,4%)
- Óblast de Rivne - 1,171.4 (100%)
  - Ucranianos - 1,123.4 (95,9%)
  - Rusos - 30.1 (2,6%)
  - Bielorrusos - 11.8 (1,0%)
- Óblast de Sumy - 1,296.8 (100%)
  - Ucranianos - 1,152.0 (88,8%)
  - Rusos - 121.7 (9,4%)
  - Bielorrusos - 4.3 (0,3%)
- Óblast de Ternópil - 1,138.5 (100%)
  - Ucranianos - 1,113.5 (97,8%)
  - Rusos - 14.2 (1,2%)
  - Polacos - 3.8 (0,3%)
- Óblast de Vínnitsa - 1,763.9 (100%)
  - Ucranianos - 1,674.1 (94,9%)
  - Rusos - 67.5 (3,8%)
- Óblast de Volinia - 1,057.2 (100%)
  - Ucranianos - 1,025.0 (96,9%)
  - Rusos - 25.1 (2,4%)
  - Bielorrusos - 3.2 (0,3%)
- Óblast de Zakarpatia - 1,254.6 (100%)
  - Ucranianos - 1,010.1 (80,5%)
  - Húngaros - 151.5 (12,1%)
  - Rumanos - 32.1 (2,6%)
  - Rusos - 31.0 (2,5%)
  - Gitanos - 14.0 (1,1%)
  - Eslovakos - 5.6 (0,5%)
  - Alemanes - 3.5 (0,3%)
- Óblast de Zaporiyia - 1,926.8 (100%)
  - Ucranianos - 1,364.1 (70,8%)
  - Rusos - 476.8 (24,7%)
  - Búlgaros - 27.7 (1,4%)
  - Bielorrusos - 12.6 (0,7%)
  - Armenios - 6.4 (0,3%)
  - Tártaros - 5.1 (0,3%)
- Óblast de Zhytómyr - 1,389.3 (100%)
  - Ucranianos - 1,255.0 (90,3%)
  - Rusos - 68.9 (5,0%)
  - Polacos - 49.0 (3,5%)
  - Bielorrusos - 4.9 (0,4%)
- Kiev - 2,567.0 (100%)
  - Ucranianos - 2,110.8 (82,2%)
  - Rusos - 337.3 (13,1%)
  - Judíos - 17.9 (0,7%)
  - Bielorrusos - 16.5 (0,6%)
  - Polacos - 6.9 (0,3%)
- Sebastopol - 377.2 (100%)
  - Rusos - 270.0 (71,6%)
  - Ucranianos - 84.4 (22,4%)
  - Bielorrusos - 5.8 (1,6%)
  - Tártaros - 2.5 (0,7%)
  - Tártaros de Crimea - 1.8 (0,5%)
  - Armenios - 1.3 (0,3%)
  - Judíos - 1.0 (0,3%)